# El baisano Jalil
El baisano Jalil és una pel·lícula mexicana dirigida per Joaquín Pardavé, qui a més va compartir crèdits com a actor amb Sara García, Emilio Tuero i Mimí Derba, entre d'altres. Va ser filmada en 1942, durant l'època d'Or del cinema mexicà. Com a resultat d'aquest treball, Joaquín Pardavé va aconseguir la cúspide de la seva fama.
La pel·lícula és un melodrama que tracta sobre una família mexicana benestant l'economia de la qual s'ha vist greument minvada, situació que obliga al cap de la família, Guillermo Veradada, a sol·licitar préstecs a l'immigrant i comerciant libanès Jalil Farad, qui per la seva part intenta integrar-se a la societat mexicana. Malgrat l'ajuda rebuda, els membres de la família Veradada rebutgen inicialment als Farad per considerar-los “estrangers arribistes”.

## Sinopsi
Don Jalil Farad és un pròsper empresari libanès que porta amistat, de llarg temps, amb una família mexicana benestant però vinguda a menys, els Veradada. Encara que els Veradada es consideren a si mateixos de classe alta, la seva economia s'ha vist greument minvada per la mol·lície de tots els seus membres, perquè cap d'ells treballa amb la finalitat de contribuir a sostenir el tren de vida que pretenen aparentar. La família la integren: don Guillermo Veradada, la seva esposa, donya Carmen Rivera de Veradada, l'única filla, Martha a més de la germana de don Guillermo (Teresa) i el marit d'aquesta. Tant la germana de don Guillermo com el seu espòs són assidus assistents als oficis religiosos, en tot consideren primer tant els parers de la bona societat com els del sacerdot local que és el seu confessor.
Do Jalil ha fet diversos préstecs considerables a don Guillermo amb la finalitat de mantenir a flotació la seva situació econòmica, això a pesar que la seva família considera indigne que es barregin amb “estrangers arribistes” dels qui es burlen i menyspreen. Don Jalil i la seva esposa tenen un fill, Selim, qui està secretament enamorat de Martha, la filla dels Veradada. Martha i Selim s'enfronten constantment perquè tots dos són orgullosos i amb criteris i estils de vida dispars. Selim és centrat, responsable, treballador i pragmàtic, Martha és somiadora, vanitosa supèrflua i pendent al màxim de la vida social i de les conveniències de la societat.
Després d'una sèrie de peripècies gracioses Selim i Martha admeten que s'estimen, cosa que al principi Martha s'havia negat fins i tot a si mateixa per considerar que, en estar la seva família en mala situació econòmica, els Farad podrien pensar d'ella que només acceptava Selim per interès.

## Dades tècniques
El guió de la pel·lícula ho va escriure l’argumentista Adolfo Fernández Bustamante, la direcció i adaptació la va dur a terme Joaquín Pardavé i la fotografia Víctor Herrera. Va ser musicalitzada per Mario Ruiz Armengol i editada per Charles L. Kimball. El so va estar a càrrec d'Howard Randall i Jesús González Gancy. Com a resultat, el llargmetratge va tenir una durada de noranta-cinc minuts. El productor va ser Gregorio Walerstein, el gerent de producció Alfredo Ripstein i el cap de producció Antonio Guerrero Tello.
Aquest film ocupa el lloc 85.° dins de la llista de les 100 millors pel·lícules del cinema mexicà, segons l'opinió de vint-i-cinc crítics i especialistes del cinema a Mèxic, publicada per la revista Somos el juliol de 1994.

## Repartiment
Els actors principals foren:
- Joaquín Pardavé: Jalil Farad
- Sara García: Suad Farad
- Emilio Tuero: Salim Farad
- José Morcillo: Guillermo Veradada
- Mimí Derba: Carmen Rivera de Veradada
- Manolita Saval: Martha
- Dolores Camarillo: Sofía
- Mimí Derba: Carmen
- Isabelita Blanch: Consolación
- Roberto Meyer: Escolástico